# Limnophila (Limnophila) pauciseta
Limnophila (Limnophila) pauciseta is een tweevleugelige uit de familie steltmuggen (Limoniidae). De soort komt voor in het Australaziatisch gebied.